# لا هابا
لا هابا (به اسپانیایی: La Haba) یک شهرستان در اسپانیا است که در استان باداخس واقع شده‌است.